# Вожгора
Во́жгора — село в Лешуконском районе Архангельской области. Является административным центром и крупнейшим населённым пунктом Вожгорского сельского поселения (муниципальное образование «Вожгорское») и единственным — со статусом села.

## Географическое положение
Село расположено на правом берегу реки Мезень. Ближайший населённый пункт Вожгорского сельского поселения, деревня Пустыня, расположен на расстоянии 3,9 км к юго-востоку. Расстояние до административного центра района, села Лешуконское, составляет 130 км.

## Население
| 2002 | 2010 | 2012 |
| ---- | ---- | ---- |
| 743  | ↘581 | ↘546 |

| Население                            | на 1 января 2010 года |
| ------------------------------------ | --------------------- |
| В возрасте до 16 лет                 | 129                   |
| Трудовые ресурсы (из них работающих) | 348 (272)             |
| Пенсионеры                           | 203                   |
| Всего                                | 677                   |
| Прибыло / выбыло (за год)            | 14 / 5                |
| Родилось / умерло (за год)           | 5 / 9                 |

## Инфраструктура
Жилищный фонд села составляет 19,7 тыс. м², покинутые и пустующие дома — 21 % от общей площади жилищного фонда. Предприятия, организации и объекты социальной сферы, расположенные на территории населённого пункта (со среднесписочной численностью работников) на 1 января 2010 года:
- филиал ОАО «АрхОблЭнерго» (7);
- ООО «Тайбола» (6);
- дом культуры (7);
- библиотека (2);
- МОУ «Вожгорская средняя общеобразовательная школа» (9);
- детский сад (8);
- отделение связи (4);
- Вожгорская участковая больница (17);
- Администрация МО «Вожгорское» (6);
- аэропорт (2).

Налажено авиационное транспортное сообщение с административным центром района, селом Лешуконское.